# 謝爾豪
謝爾豪（しゃ じごう、谢尔豪、1998年9月26日 - ）は、中国の囲碁棋士。湖北省武漢市出身、中国囲棋協会に所属、九段。LG杯世界棋王戦優勝、全国囲棋個人戦2位など。

## 経歴
6歳で囲碁を覚えて閻安七段に学び、2008年から北京囲碁道場で学ぶ。2011年豊城杯全国業余囲棋大奨戦で優勝、同年初段。同年全国囲棋個人戦男子乙組5位。2012年第1回百霊愛透杯に出場し、芮廼偉、山下敬吾、李康らを破りベスト4進出、準決勝三番勝負で周睿羊に1-2で敗れたが、14歳で世界戦ベスト4の最年少記録となる。2013年リコー杯囲棋戦ベスト16、阿含・桐山杯ベスト8、リコー杯新秀戦ベスト8。2014年天元戦ベスト8、棋聖戦ベスト4、LG杯世界棋王戦ベスト8。2016年天元戦ベスト4。
2017年4月に五段に昇段。LG杯世界棋王戦で洪性志、金志錫、崔哲瀚、江維傑、2018年2月に決勝で井山裕太を2-1で破り優勝、これにより九段昇段。2019年、16名のトーナメント昂利康杯で優勝。2020年三星火災杯ベスト4。2023年農心杯で7人抜き、三星火災杯準優勝。
中国囲碁リーグには2012年から大連チームなどで出場、2016年には17勝5敗の成績で最優秀新人賞受賞。中国棋士ランキングでは2014年40位、2017年16位、2018年9位、2019年7位。

### タイトル歴
- LG杯世界棋王戦 2018年
- 昂利康杯中国紹興(嵊州)王中王囲棋争覇戦 2019年

### 他の棋歴
国際棋戦
- 三星火災杯世界囲碁マスターズ 準優勝 2023年、ベスト4 2018年、2020年
- 百霊愛透杯世界囲碁オープン戦 ベスト4 2012年
- Mlily夢百合杯世界囲碁オープン戦 ベスト8 2020年
- 利民杯世界囲碁星鋭最強戦 ベスト4 2017年
- 農心辛ラーメン杯世界囲碁最強戦
  - 2020年21回 0-1（×朴廷桓）
  - 2023年25回 7-1（○許家元、○卞相壹、○芝野虎丸、○元晟溱、○一力遼、○朴廷桓、○余正麒、×申眞諝）

国内棋戦
- 全国囲棋個人戦 2016年2位
- CCTV杯中国囲棋電視快棋戦 2022年準優勝
- 阿含・桐山杯中国囲棋快棋公開戦 2022年準優勝
- 全国智力運動会 2023年プロ男子快棋戦準優勝
- 中国囲棋甲級リーグ戦
  - 2012年乙級（大連上方）5-2
  - 2013年（大連上方衡業）11-10
  - 2014年（遼寧覚華島）7-11
  - 2015年（珠海万山）9-9
  - 2016年（珠海万山）17-5
  - 2017年（珠海万山）16-8
  - 2018年（天津四建）18-8
  - 2019年（加加食品天津）8-7
  - 2020年（山西華艦元工）10-5
  - 2021年（加加食品天津）6-9
  - 2022年（加加食品天津）7-8
  - 2023年（成都農商銀行）

## 注
1. ↑  http://news.cnhubei.com/xw/ty/201208/t2198248.shtml 荊楚网
2. ↑  http://sports.sohu.com/20110625/n311632709.shtml 捜狐体育
3. ↑  2017年4月中国围棋协会职业棋手升段公告
4. ↑  http://newsxmwb.xinmin.cn/wentihui/wtrw/2018/02/09/31359322.html 新民網